# Ayub Masika
Ayub Masika (Nairobi, Kenia, 10 de septiembre de 1992) es un futbolista de Kenia que juega en las posiciones de extremo y delantero. Actualmente milita en el Sabail FK de la Liga Premier de Azerbaiyán.

## Carrera

### Club
| Periodo   | Club                                |
| --------- | ----------------------------------- |
| 2011-2016 | KRC Genk                            |
| 2014–2016 | → Lierse SK (cedido)                |
| 2016–2017 | Lierse SK                           |
| 2017–2020 | Beijing Renhe                       |
| 2018      | → Heilongjiang Lava Spring (cedido) |
| 2020      | → Reading FC (cedido)               |
| 2021      | Vissel Kobe                         |
| 2021–2022 | Buriram United                      |
| 2023      | Nanjing City FC                     |
| 2024–     | Sabail FK                           |

### Selección nacional
Debutó con Kenia el 16 de octubre de 2012 en la derrota por 1-2 ante Sudáfrica por la clasificación para la Copa Africana de Naciones de 2013 entrando de cambio al minuto 61 por Francis Kahata. Su primer gol internacional lo anotó el 30 de mayo de 2015 en el empate 1-1 ante Comoras en Mitsamiouli por la clasificación para la Copa Africana de Naciones de 2015.

## Logros
- Belgian Cup: 2012–13
- Thai League 1: 2021-22 Thai League 1
- Thai FA Cup: 2021-22 Thai FA Cup
- Thai League Cup: 2021–22 Thai League Cup